# بونوتس ميل (ميزوري)
بونوتس ميل (بالإنجليزية: Bonnots Mill)‏ هي إحدى المجتمعات الفردية (غير مصنفة) في ولاية ميزوري في الولايات المتحدة الأمريكية.